# Lou Jacobi
Pour les articles homonymes, voir Jacobi.
Lou Jacobi est un acteur canadien né le 28 décembre 1913 à Toronto (Canada), mort à New York (Manhattan) le 23 octobre 2009.

## Filmographie
- 1952 : The Good Beginning (en) : Bookmaker
- 1952 : Is Your Honeymoon Really Necessary? (en) : Captain Noakes
- 1955 : L'Enfant et la Licorne (A Kid for Two Farthings) : Blackie Isaacs
- 1956 : Charley Moon (en) : Theater Manager
- 1959 : Le Journal d'Anne Frank (The Diary of Anne Frank) : Mr. Hans Van Daan
- 1960 : Le Bal des adieux (Song Without End) : Potin
- 1963 : Irma la Douce : Moustache
- 1965 : Kibbee Hates Fitch (TV) : Arthur Fitch
- 1966 : The Last of the Secret Agents? (en) : Papa Leo
- 1966 : Les Plaisirs de Pénélope (Penelope) : Ducky
- 1970 : Le Casse de l'oncle Tom (Cotton Comes to Harlem) d'Ossie Davis : Goodman
- 1971 : Little Murders (en) : Judge Stern
- 1971 : Allan (TV) : Harold Fisher
- 1972 : Decisions! Decisions! (TV)
- 1972 : Tout ce que vous avez toujours voulu savoir sur le sexe sans jamais oser le demander (Everything You Always Wanted to Know About Sex * But Were Afraid to Ask) : Sam
- 1972 : Un juge pas comme les autres (en) (The Judge and Jake Wyler) (TV) : Lieutenant Wolfson
- 1973 : Coffee, Tea or Me? (en) (TV) : Waiter
- 1970 : Somerset (en) (série télévisée) : Mac Wells (1975-1976)
- 1976 : The Rear Guard (en) (TV) : Sergeant Max Raskin
- 1976 : Next Stop, Greenwich Village : Herb
- 1976 : Ivan the Terrible (en) (série télévisée) : Ivan Petrovsky
- 1977 : Roseland de James Ivory : Stan (The Waltz)
- 1979 : Le Magicien de Lublin : Wolsky
- 1979 : Better Late Than Never (TV) : Milton Cohen
- 1980 : The Lucky Star (en) : Elia Goldberg
- 1981 : Arthur : Plant Store Owner
- 1981 : Chu Chu and the Philly Flash de David Lowell Rich : Landlord
- 1982 : Off Your Rocker (TV) : Max Adler
- 1982 : My Favorite Year : Uncle Morty
- 1984 : Isaac Littlefeathers : Abe
- 1986 : Melba (en) (série télévisée) : Jack
- 1986 : The Day the Kids Took Over (TV) : Mayor R. Van Winkle
- 1986 : The Boss' Wife (en) : Harry Taphorn
- 1987 : Cheeseburger film sandwich (Amazon Women on the Moon) : Murray (sketch Murray in Videoland)
- 1987 : Touristes en délire (If It's Tuesday, It Still Must Be Belgium) (TV) : Ed Blye
- 1988 : Tales from the Hollywood Hills: The Old Reliable (TV) : Jacob Glutz
- 1990 : Avalon : Gabriel Krichinsky
- 1992 : I Don't Buy Kisses Anymore de Robert Marcarelli : Irving Fein
- 1994 : L'Amour en équation (I.Q.) : Kurt Gödel